# Соломирецький Василь Іванович
Соломирецький Василь Іванович (*1490 — †1560) — білоруський князь та магнат гербу Равич, політичний діяч Великого князівства Литовського.

## Життєпис
Походив із впливової родини Соломирецьких. Син Івана Соломирецького, старости Могильовського. Народився у 1490 році у родинному маєтку. Після ранньої смерті старшого брата Богда успадкував усі батькові статки. У 1513 році призначається Керновськім намісником. Втім у 1514 році він поступився цією посадою, замість якої отримав Любашанське намесніцтва. У 1520 році призначається Могильовським намісником. У 1522 році отримав привілей від короля Сигізмунда I Старого на довічне володіння замком у Могильові й Могильовської волостю, отримавши усі данини з цих земель: «грошові, боброві, кунічния, медові, трактирні». Тоді ж Соломирецький подав прохання стосовно подовження терміну його намісництва, яке було задоволено.
Водночас князь Соломирецький опікувався справами православної церкви. У 1540 році заснував Соломирецький монастир.

## Родина
Дружина — Ганна (д/н—1560), донька Івана Владики, писаря Великого князівства Литовського
Діти:
- Марина
- Богдан (д/н—1565), староста Рогачевський, Пінський
- Юрій (д/н—1559) , староста Ошмянський у 1549–1550 роках
- Андрій (д/н—1541)
- Федір (д/н—1540), намісник Медницький
- Володимир, помер замолоду
- Іван (д/н—1578)